# Žabica (Chorwacja)
Žabica – wieś w Chorwacji, w żupanii licko-seńskiej, w mieście Gospić. W 2011 roku liczyła 163 mieszkańców.